# Hrvoje Klobučar
Hrvoje Klobučar (Zagreb, 8. siječnja 1974.) hrvatski je kazališni, televizijski i filmski glumac.

## Filmografija

### Televizijske uloge
- "Kumovi" kao Boris Kovačević (2022.)
- "Zlatni dvori" kao Dalibor (2016. – 2017.)
- "Kud puklo da puklo" kao Inspektor Uremović (2015.)
- "Stipe u gostima" kao tip iz banke (2012.)
- "Provodi i sprovodi" kao prolaznik (2011.)
- "Periferija city" kao fra Luka (2010.)
- "Bibin svijet" kao Marko (2010.)
- "Mamutica" kao Andrija Drnašin (2009.)
- "Zauvijek susjedi" kao Petar 2008.)
- "Naša mala klinika" kao čuvar (2007.)
- "Naši i vaši" kao Nenad "Neno" Smolek (2000. – 2002.)
- "Obiteljska stvar" kao Tomislav Tonković (1998.)
- "Dirty Dozen: The Series" kao tinejdžer (1988.)

### Filmske uloge
- "Košnice" kao Kozina, susjed (2012.)
- "Četverored" kao tupi domobran (1999.)
- "Kanjon opasnih igara" kao Niko (1998.)
- "Novogodišnja pljačka" kao zaposlenik na parkiralištu (1997.)
- "Putovanje tamnom polutkom" kao Ranko (1995.)

### Sinkronizacija
- "Mačak u čizmama: Posljednja želja" kao doktor (2022.)
- "DC Liga Super-ljubimaca" kao Krypto, Anubis i crni Adam (2022.)
- "Obitelj Mitchell protiv strojeva" kao dr. Mark Bowman (2021.)
- "Pokémon: Mewtwo uzvraća udarac – Evolucija" kao James i istraživač A (2020.)
- "Scooby-Doo!" kao Fred Jones (2020.)
- "Ratovi zvijezda: Ratovi klonova" kao Izgovaratelj naziva epizoda i Anakin Skywalker (2020.)
- "Playmobil Film" kao Del (2020.)
- "Dolittle" kao Sir Gareth i orangutan (2020.)
- "Asterix: Tajna čarobnog napitka" kao Kaustix (2018.)
- "Spider-Man: Novi svijet" kao pripovjedač (2018.)
- "Ralph ruši internet: Krš i lom 2" kao osigurač (2018.)
- "Inspektor Gadget" kao Nokat (2018. – 2019.)
- "Majstor Mato" kao Mato (2017. – 2020.)
- "Superknjiga" kao Arkanđeo Mihael, Izak, Jakov, Gabriel (S1), Jona, Tin, Ivan Krstitelj, Anđeli, Stariji sin, Ilija i Isus (S3) (2016. – 2020.)
- "Tko se boji vuka još" kao Griva (2016.)
- "Avioni 1, 2" kao Praško Brzić (2013., 2014.)
- "Čudovišta sa sveučilišta" kao Momo (2013.)
- "Krš i lom 1" kao Saten (2012.)
- "Merida hrabra" kao Mladi Macintosh (2012.)
- "Ledeno doba 4: Zemlja se trese" kao Ivan (2012.)
- "Simsala Grimm" kao Jojo (2011.)
- "Auti 2" kao Lewis Hamilton (2011.)
- "Moj ljubimac Marmaduke" kao Marmaduke (2010.)
- "Priča o igračkama 1" kao TV najavljivač Leni (2010.)
- "Velika avantura malog dinosaura" kao pripovjedač (2009.)
- "Neobična zubić vila" kao Sandi (2008.)
- "Auti 1" kao Krilac (2006.)
- "Mala sirena 1" kao princ Erik (2006.)
- "Dama i Skitnica 1" kao Skitnica (2006.)
- "Princ od Egipta" kao Mojsije i Bog (2006.)
- "Timon i Pumba" (2005.)
- "Kronike Matta Hattera" kao Matt Hatter
- "Yu-Gi-Oh!" kao Yugi Muto i Yami Yugi (2006.)
- "Pokémon" kao James
- "Stuart Mali 1, 2, 3" kao Stuart Mali [Michael J. Fox]
- "Scooby Doo" kao Fred
- "Rocker iz kokošinjca" kao Pijevac
- "Krava i pile" kao Žac
- "Svi psi idu u raj 1" kao Itchie (1988)
- "Iron Man" kao Century
- "Cubix" kao Connor
- "Povratak u Gayu"
- "Trollz"
- "Casper lovi Božić" kao Casper (2000.)
- "Vitezovi Mon Colle" kao Mondo
- "Upomoć! Ja sam riba" kao Joe (2000.)
- "Ed, Edd i Eddy" kao Roman i Toni[1]

## Vanjske poveznice
- Hrvoje Klobučar u internetskoj bazi filmova IMDb-u (engl.)
- Stranica na Gavella.hr